# يوكي يودا
يوكي يودا (باليابانية: 与田祐希) هي آيدولة يابانية يابانية، ولدت في 5 مايو 2000.